# 1723 Клемола
1723 Клемола (1723 Klemola) — астероїд головного поясу, відкритий 18 березня 1936 року.
Тіссеранів параметр щодо Юпітера — 3,221.